# Mauretanien i olympiska sommarspelen 2012
Mauretanien deltog i de olympiska sommarspelen 2012 som ägde rum i London i Storbritannien mellan den 27 juli och den 12 augusti 2012. Två deltagare från Mauretanien deltog, i friidrott, men ingen av dem erövrade någon medalj.

## Friidrott
- Huvudartikel: Friidrott vid olympiska sommarspelen 2012

Förkortningar
- Notera – Placeringar gäller endast den tävlandes eget heat
- Q = Kvalificerade sig till nästa omgång via placering
- q = Kvalificerade sig på tid eller, i fältgrenarna, på placering utan att ha nått kvalgränsen
- NR = Nationellt rekord
- N/A = Omgången inte möjlig i grenen
- Bye = Idrottaren behövde inte delta i omgången

Herrar
Bana och väg
| Idrottare       | Gren  | Heat     | Heat      | Semifinal        | Semifinal        | Final            | Final            |
| Idrottare       | Gren  | Resultat | Placering | Resultat         | Placering        | Resultat         | Placering        |
| --------------- | ----- | -------- | --------- | ---------------- | ---------------- | ---------------- | ---------------- |
| Jidou El Moctar | 200 m | 22.94    | 8         | Gick inte vidare | Gick inte vidare | Gick inte vidare | Gick inte vidare |

Damer
Bana och väg
| Idrottare  | Gren  | Heat       | Heat      | Semifinal        | Semifinal        | Final            | Final            |
| Idrottare  | Gren  | Resultat   | Placering | Resultat         | Placering        | Resultat         | Placering        |
| ---------- | ----- | ---------- | --------- | ---------------- | ---------------- | ---------------- | ---------------- |
| Aicha Fall | 800 m | 2:27.97 NR | 7         | Gick inte vidare | Gick inte vidare | Gick inte vidare | Gick inte vidare |